# Tour de la Región de los Países del Loira
El Tour de la Región de los Países del Loira (oficialmente: Région Pays de la Loire Tour), anteriormente conocido como Circuito de la Sarthe, es una competición ciclista profesional por etapas que se disputa en los Países del Loira (Francia) en el mes de abril.
Se comenzó a disputar en 1954 como carrera amateur hasta que en 1975 comenzó a ser profesional aunque también abierta a corredores amateurs. Desde la creación de los Circuitos Continentales UCI en 2005 forma parte del UCI Europe Tour en la categoría 2.1.
Tras la finalización de la edición de 2022, los presidentes de la región de los Países del Loira y del comité organizador anunciaron el cambio de denominación para el año 2023.

## Palmarés

### Circuito de la Sarthe
| Año                     | Ganador                     | Segundo               | Tercero                 |           |
| ----------------------- | --------------------------- | --------------------- | ----------------------- | --------- |
| ediciones amateur       |                             |                       |                         |           |
| 1953                    | Jacky Hays                  | Roland Danguillaume   | Jean Danguillaume       |           |
| 1954                    | Bernard Fournières          | Roger Provost         | Albert Rayer            |           |
| 1955                    | André Bernard               | Christian Futol       | Robert Verdenal         |           |
| 1956                    | Jean Danguillaume           | Yves Fayon            | J. Poulain              |           |
| 1957                    | Raymond Guérin              | Georges Dubois        | Michel Le Bris          |           |
| 1958                    | Jean Danguillaume           | Henri Perly           | Jean Jeugnet            |           |
| 1959                    | Jean Danguillaume           | Bachteel              | Jacques Simon           |           |
| 1960                    | André Foucher               | René Fagault          | Jean-Yves Trolez        |           |
| 1961                    | Jean Jeugnet                | Jean Claude Sevin     | Bellon                  |           |
| 1962                    | Domingo Ferrer              | Yves Gougault         | Pierre Matignon         |           |
| 1963                    | Claude Juin                 | Michel Bechet         | Jean Cosseron           |           |
| 1964                    | Jean Cosseron               | Yves Gougault         | Daniel Heck             |           |
| 1965                    | José Manuel López Rodríguez | José Suria            | Mariano Díaz            |           |
| 1966                    | Pierre Matignon             | Serge Bolley          | Jean-Louis Jagueneau    |           |
| 1967                    | Guy Grimbert                | Fernand Maurice       | Gérard Swertvaeger      |           |
| 1968                    | Guy Grimbert                | Jacques Botherel      | Yves Ravaleu            |           |
| 1969                    | Ryszard Szurkowski          | Patrice Testier       | Tino Tabak              |           |
| 1970                    | Claude le Chatellier        | Ryszard Szurkowski    | Zbigniew Górski         |           |
| 1971                    | Vladislav Nelyubin          | Rony Christiaens      | Krzysztof Stec          |           |
| 1972                    | Régis Ovion                 | Claude Aigueparses    | Marcel Duchemin         |           |
| 1973                    | Nikolay Gorelov             | Ryszard Szurkowski    | Joël Hauvieux           |           |
| 1974                    | Ivan Skosirev               | Alain Meunier         | Aavo Pikkuus            |           |
| ediciones profesionales |                             |                       |                         |           |
| 1975                    | Bernard Hinault             | Jan Brzeźny           | Jean-Claude Misac       |           |
| 1976                    | Bernard Hinault             | Yves Hézard           | Yvon Bertin             |           |
| 1977                    | Aavo Pikkuus                | Gregor Braun          | Jan Brzeźny             |           |
| 1978                    | Bernd Drogan                | Yvon Bertin           | Mariano Martínez        |           |
| 1979                    | Christian Muselet           | Michal Klasa          | Aavo Pikkuus            |           |
| 1980                    | Greg LeMond                 | Ladislav Ferebauer    | Jan Jankiewicz          |           |
| 1981                    | Yuri Barinov                | Ivan Mitchenko        | Şahit Zahretdinef       |           |
| 1982                    | Ivan Mitchenko              | Milan Jurčo           | Anatoly Yarkin          |           |
| 1983                    | Pascal Jules                | Claude Moreau         | Jérôme Simon            |           |
| 1984                    | Claude Moreau               | Yvan Lamote           | Régis Clère             |           |
| 1985                    | Pascal Jules                | Ronan Pensec          | Wiktor Demidenko        |           |
| 1986                    | Didier Garcia               | Daniel Wyder          | John Talen              |           |
| 1987                    | Piotr Ugriúmov              | Pascal Lance          | Kurt Steinmann          |           |
| 1988                    | Thierry Marie               | Viacheslav Yekímov    | Jean-Claude Colotti     |           |
| 1989                    | Thierry Laurent             | Viacheslav Yekímov    | Gilbert Duclos-Lassalle |           |
| 1990                    | Dimitri Zhdanov             | Michel Vermote        | Thierry Marie           |           |
| 1991                    | Bruno Cornillet             | Armand de Las Cuevas  | Jean-Philippe Dojwa     |           |
| 1992                    | Jean-François Bernard       | Philippe Bouvatier    | Robert Forest           |           |
| 1993                    | Jean-François Bernard       | Laurent Bezault       | Thierry Dupuy           |           |
| 1994                    | Stéphane Heulot             | Laurent Brochard      | Erwin Thijs             |           |
| 1995                    | Thierry Marie               | Patrick Jonker        | Pascal Lance            |           |
| 1996                    | Adriano Baffi               | Mariano Rojas         | Stéphane Heulot         |           |
| 1997                    | Melcior Mauri               | Pascal Lino           | Tony Rominger           |           |
| 1998                    | Melcior Mauri               | Marc Streel           | Jaan Kirsipuu           |           |
| 1999                    | Steffen Kjærgaard           | Gilles Maignan        | Jens Voigt              |           |
| 2000                    | David Cañada                | Jens Voigt            | Laurent Brochard        |           |
| 2001                    | David Millar                | Anthony Morin         | Franck Bouyer           |           |
| 2002                    | Didier Rous                 | Bradley McGee         | Artūras Kasputis        |           |
| 2003                    | Carlos Da Cruz              | Alexei Sivakov        | Laurent Brochard        |           |
| 2004                    | Thomas Lövkvist             | Franck Bouyer         | Ronny Scholz            |           |
| 2005                    | Sylvain Chavanel            | Markus Fothen         | Volodymyr Bileka        |           |
| 2006                    | Stefan Schumacher           | Serhi Honchar         | Brian Vandborg          |           |
| 2007                    | Andreas Klöden              | Nicolas Vogondy       | Vladimir Duma           |           |
| 2008                    | Thomas Voeckler             | Christian Vande Velde | Tiziano Dall'Antonia    |           |
| 2009                    | David Le Lay                | Enrico Rossi          | Benoît Vaugrenard       |           |
| 2010                    | Luis León Sánchez           | Tiago Machado         | Julien Simon            |           |
| 2011                    | Anthony Roux                | Blel Kadri            | David Millar            |           |
| 2012                    | Luke Durbridge              | Manuele Boaro         | Nélson Filippe Oliveira |           |
| 2013                    | Pierre Rolland              | Jan Bárta             | Tobias Ludvigsson       |           |
| 2014                    | Ramūnas Navardauskas        | Rohan Dennis          | Julien Simon            |           |
| 2015                    | Ramūnas Navardauskas        | Manuele Boaro         | Adriano Malori          |           |
| 2016                    | Marc Fournier               | Jérôme Coppel         | Juanjo Lobato           |           |
| 2017                    | Lilian Calmejane            | Arthur Vichot         | Jonathan Castroviejo    |           |
| 2018                    | Guillaume Martin            | Xandro Meurisse       | Justin Jules            |           |
| 2019                    | Alexis Gougeard             | Quentin Pacher        | Oscar Riesebeek         |           |
| 2020                    | cancelada                   | cancelada             | cancelada               | cancelada |
| 2021                    | cancelada                   | cancelada             | cancelada               | cancelada |
| 2022                    | Olav Kooij                  | Benoît Cosnefroy      | Xandro Meurisse         |           |

### Tour de la Región de los Países del Loira
| Año  | Ganador             | Segundo            | Tercero          |
| ---- | ------------------- | ------------------ | ---------------- |
| 2023 | Alexander Kamp      | Fredrik Dversnes   | Valentin Ferron  |
| 2024 | Marijn van den Berg | Ewen Costiou       | Fredrik Dversnes |
| 2025 | Kévin Vauquelin     | Alexandre Delettre | James Shaw       |

## Palmarés por países
| País            | Victorias |
| --------------- | --------- |
| Francia         | 32        |
| Unión Soviética | 8         |
| España          | 5         |
| Alemania        | 3         |
| Lituania        | 2         |
| Países Bajos    | 2         |
| Estados Unidos  | 1         |
| Italia          | 1         |
| Noruega         | 1         |
| Reino Unido     | 1         |
| Suecia          | 1         |
| Australia       | 1         |
| Polonia         | 1         |
| Dinamarca       | 1         |